# Браян Лебоун
Браян Лебоун (англ. Brian Labone, нар. 23 січня 1940, Ліверпуль — пом. 24 квітня 2006, Ліверпуль) — англійський футболіст, захисник. 
Насамперед відомий виступами за «Евертон», в якому провів всю свою ігрову кар'єру, а також національну збірну Англії.

## Клубна кар'єра
У дорослому футболі дебютував 1958 року виступами за «Евертон», кольори якого і захищав протягом усієї своєї кар'єри гравця, що тривала чотирнадцять років. Більшість часу, проведеного у складі «Евертона», був основним гравцем захисту команди. За цей час двічі виборював титул чемпіона Англії та став володарем Кубка Англії.

## Виступи за збірну
20 жовтня 1962 року дебютував в офіційних матчах у складі національної збірної Англії в грі проти збірної Нідерландів. 
У складі збірної був учасником чемпіонату Європи 1968 року в Італії, на якому команда здобула бронзові нагороди, та чемпіонату світу 1970 року у Мексиці.
Протягом кар'єри у національній команді, яка тривала 9 років, провів у формі головної команди країни 26 матчів.

## Статистика

### Клуб
| Чемпіонат | Чемпіонат | Чемпіонат        | Ліга | Ліга |
| Сезон     | Клуб      | Ліга             | Ігри | Голи |
| Англія    | Англія    | Англія           | Ліга | Ліга |
| --------- | --------- | ---------------- | ---- | ---- |
| 1957/58   | «Евертон» | Чемпіонат Англії | 4    | 0    |
| 1958/59   | «Евертон» | Чемпіонат Англії | 4    | 0    |
| 1959/60   | «Евертон» | Чемпіонат Англії | 31   | 0    |
| 1960/61   | «Евертон» | Чемпіонат Англії | 42   | 0    |
| 1961/62   | «Евертон» | Чемпіонат Англії | 41   | 0    |
| 1962/63   | «Евертон» | Чемпіонат Англії | 40   | 0    |
| 1963/64   | «Евертон» | Чемпіонат Англії | 34   | 0    |
| 1964/65   | «Евертон» | Чемпіонат Англії | 42   | 0    |
| 1965/66   | «Евертон» | Чемпіонат Англії | 37   | 2    |
| 1966/67   | «Евертон» | Чемпіонат Англії | 40   | 0    |
| 1967/68   | «Евертон» | Чемпіонат Англії | 40   | 0    |
| 1968/69   | «Евертон» | Чемпіонат Англії | 42   | 0    |
| 1969/70   | «Евертон» | Чемпіонат Англії | 34   | 0    |
| 1970/71   | «Евертон» | Чемпіонат Англії | 16   | 0    |
| 1971/72   | «Евертон» | Чемпіонат Англії | 4    | 0    |
| Країна    | Англія    | Англія           | 451  | 2    |
| Всього    | Всього    | Всього           | 451  | 2    |

### Збірна
| Збірна Англії | Збірна Англії | Збірна Англії |
| Роки          | Ігри          | Голи          |
| ------------- | ------------- | ------------- |
| 1962          | 2             | 0             |
| 1963          | 1             | 0             |
| 1964          | 0             | 0             |
| 1965          | 0             | 0             |
| 1966          | 0             | 0             |
| 1967          | 2             | 0             |
| 1968          | 8             | 0             |
| 1969          | 5             | 0             |
| 1970          | 8             | 0             |
| Всього        | 26            | 0             |

## Смерть
Помер 24 квітня 2006 року на 67-му році життя у місті Ліверпуль.

## Титули і досягнення
- Чемпіон Англії (2):

«Евертон»: 1962-63, 1969-70
- Володар Кубка Англії з футболу (1):

«Евертон»: 1965-66
- Володар Суперкубка Англії з футболу (2):

«Евертон»: 1963, 1970